# Torrota de los Moros
La Torrota de los Moros, o la Torrassa, es una torre románica del municipio de Castellcir, en la comarca del Moyanés.
Está en la orilla derecha de la riera de Castellcir, unos 600 metros al norte de Ca l'Antoja y un kilómetro al suroeste del Castillo de Castellcir.
Se trata de una torre redonda hundida de la que solo queda aproximadamente un cuarto de círculo. El diámetro original del conjunto es de unos 8 o 9 metros, y el grueso de los muros de unos 2 metros, que se debían ir reduciendo a medida que se alzaba la torre. Al pie de la torre hay restos de un muro que puede pertenecer a un cierto cerrado en torno a la torre. El recinto tiene unos 22 metros de largo por unos 17 de ancho. La torre debía tener unos 14 metros de altura, de los cuales se conservan 4,5.

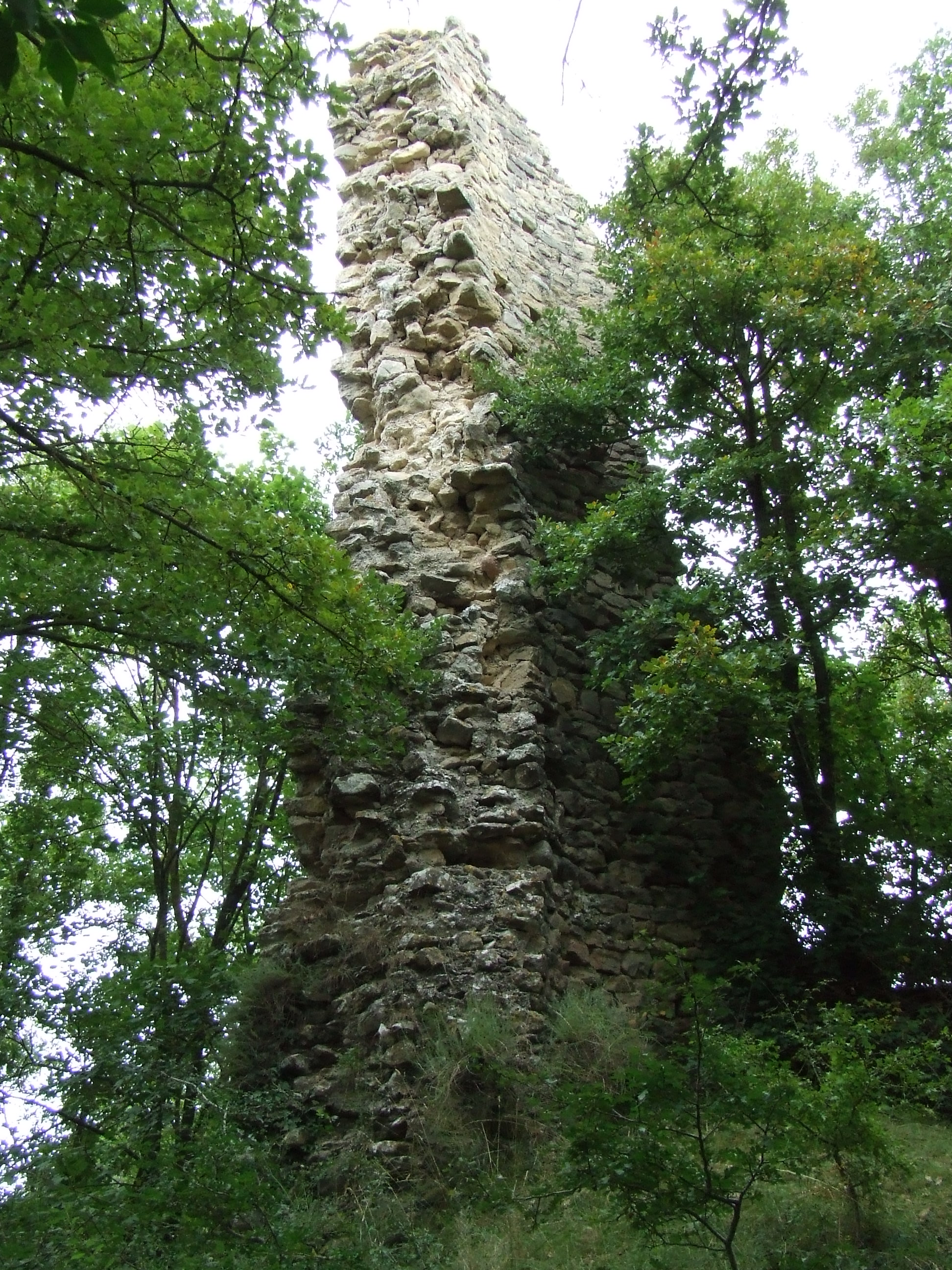
La Torrassa, desde el lado de mediodía.

Según algunas conjeturas, podría tratarse del Castillo del Tenes al que sustituyó el Castillo de Castellcir, pero también es plausible que este otro castillo sean las ruinas que se conocen con el nombre de Cerro de Vilacís o, simplemente, Vilacís, aunque estas parecen corresponder a la capilla de San Miguel de Argelaguer. Según las fichas de Patrimonio de la Generalidad de Cataluña, se trata de una torre de enlace entre los dos castillos, el del Tenes y el de Castellcir.

## Leyendas
Se han recogido diversas leyendas sobre el Castillo de Castellcir. Una de ellas narra que el edificio feudal tenía una salida subterránea que daba paso a otro lugar unos kilómetros más allá, donde había una gran torre. Esta era conocida con el nombre de la Torrassa (la Torrota de los Moros), y pertenecía a los condes de Hogar. La gente, llena de curiosidad, más de una vez se había metido dentro, pero el fuerte viento apagaba las antorchas. Pasaron muchos años, y los campesinos taparon el agujero: siempre se perdían corderos y cerdos. La leyenda dice que en la Torrassa hay un cordero de oro enterrado, que, por supuesto, no ha sido nunca encontrado.